# Heinrich Stromer

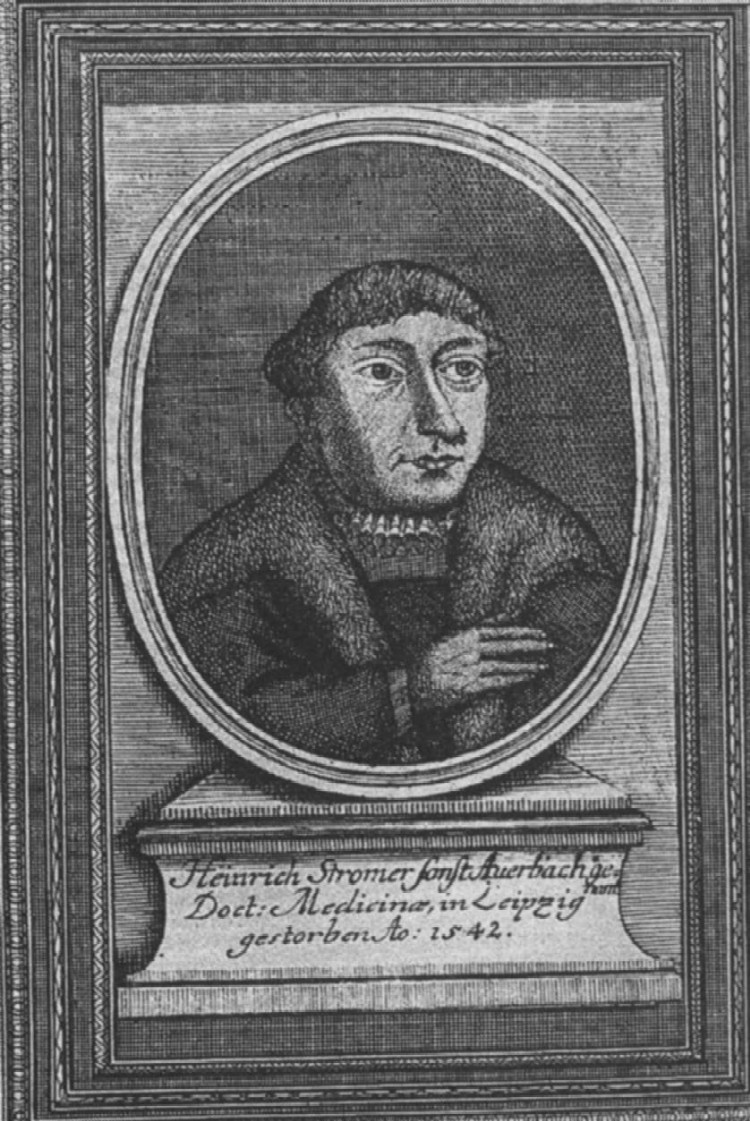
Heinrich Stromer

Heinrich Stromer (genannt Auerbach; * um 1476 in Auerbach in der Oberpfalz; † 25. November 1542) war ein Leipziger Universitätsprofessor, Universitätsrektor, Arzt und Gründer von „Auerbachs Keller“.

## Leben
Heinrich Stromer, genannt Auerbach, wurde 1476/1482 als Sohn des Johannes Stromer in Auerbach geboren. Die Familie war seit Mitte des 14. Jahrhunderts dort nachweisbar und verwandt mit sehr begüterten Familien der Oberpfalz und des Nürnberger Patriziats.
Stromer studierte ab 1497 an der Universität Leipzig, wobei er bei der Einschreibung als Mitglied der bayerischen Nation nur eine reduzierte Gebühr von 6 gr. statt 10 gr. bezahlte. Im Jahr 1501 erwarb er in Leipzig den Magistertitel. Er wurde Professor der Philosophie und 1508 Rektor der Universität. 1511 erwarb er den Doktortitel der Medizin. Er wurde bemerkenswerterweise bereits einen Tag später in die medizinische Fakultät aufgenommen, ohne die teils langwierige Phase des „habilitatus“ zu durchlaufen. 1516 wurde er Professor der Pathologie und löste Simon Pistoris nach dessen Tod im Jahr 1523 als Dekan der medizinischen Fakultät ab. Nach seinem Herkunftsort wurde er in Leipzig Dr. Auerbach genannt.

## Wirken
Im Jahr 1504 schrieb er ein Rechenbuch Algorithmus linealis, in dem er die Anfangsgründe der Arithmetik darstellte und das er seinem späteren Schwager Andreas Hummelshain widmete.
Stromer war Leibarzt zahlreicher Fürsten, unter anderen seines Landesherrn Georgs des Bärtigen (1471–1539) sowie der hohenzollernschen Brüder Joachim I. (Brandenburg) (1484–1535), Kurfürst von Brandenburg, und Albrecht II. (1490–1545), Kardinal, Kurfürst und Erzbischof von Mainz. Er verfasste eine Reihe medizinischer Schriften, darunter eine oft gedruckte über die Pest. Ab 1520 war Stromer Ratsherr der Stadt Leipzig. Im Jahr 1524 führte er als Dekan der Medizinischen Fakultät das Fach Anatomie in den Leipziger Universitätsbetrieb ein.
Im Jahr 1518 nahm Stromer gemeinsam mit dem Humanisten Ulrich von Hutten, den er bereits aus dessen Leipziger Zeit kannte, am Reichstag zu Augsburg teil.
In der Zeit der Reformation spielte Heinrich Stromer eine wichtige Rolle in Leipzig. Er stand im Briefwechsel mit Martin Luther, Philipp Melanchthon, Ulrich von Hutten, Petrus Mosellanus und Erasmus von Rotterdam. Auch mit Theophrastus Bombast von Hohenheim, genannt Paracelsus hielt er Kontakt. Im Sommer 1519 war er Zuhörer bei der Leipziger Disputation zwischen Martin Luther und Johannes Eck (27. Juni bis 15. Juli 1519). Im Jahre 1539 bot er Luther Quartier in Leipzig.

## Familie
Am 24. Januar 1519 heiratete Heinrich Stromer Anna Hummelshain (* 1492), die Tochter des Hans Hummelshain, eines der reichsten Bürger Leipzigs, Ratsherrn und Großkaufmanns. Im gleichen Jahr kaufte Stromer von den Erben seines Schwiegervaters für 3500 Gulden ein Grundstück, auf dem er von 1530 bis 1538 Auerbachs Hof erbaute. In dessen Keller befindet sich noch heute eine der traditionsreichsten Gaststätten Deutschlands, Auerbachs Keller, berühmt durch die Szene Auerbachs Keller in Leipzig in Goethes Faust I. Das Ehepaar hatte mehrere Kinder:
- Barbara Stromer (* 1530 in Leipzig; † 1591 ebenda) heiratete Caspar Neefe, einen Mediziner und Professor.
- Regina Stromer (1531–1606) heiratete Anton Schwallenberg aus Braunschweig, einen Dr. jur., der 1569 verstarb. Ihr Sohn, ebenfalls Anton Schwallenberg genannt, war ein Dr. med. in Leipzig und heiratete Susanna Kohlreuter.
- Heinrich Stromer fungierte von 1560 bis 1561 als Leiter von „Auerbachs Hof“ und heiratete Maria Schweikhardt. Ihre Tochter Anna Stromer heiratete Paul Vetzer, einen Dr. jur., der Auerbachs Hof übernahm und 1598 dort verstarb.[3]

Heinrich Stromers Neffe, Sebastian Roth, war ebenfalls ein bedeutender Mediziner.

## Werke
(nach Schnebögl S. 155)
- Algorithmus linealis numerationem, Additionem, Subtractionem, Duplationem, Mediationem, Multiplicationem, Divisionem et Progressionem una cum regula de Tri perstringens. Martin Landsberg, Leipzig 1504; mehrere Neuauflagen zwischen 1510 und 1520, 1512 und 1520 auch bei Hieronymus Vietor und Johannes Singrenius in Wien. (Über die Anfangsgründe der Mathematik.)
- Opusculum observationum bone valitudinis, quod vulgo regimen sanitatis inscribitur Arnaldi de noua villa. Diese Schrift widmete er dem Abt Friedrich Trautenberger vom Kloster Michelfeld bei Auerbach, ca. 1505; Schnelbögl S. 156; vorhanden als Ausgabe um 1510 BSB 2 Path. 12 m, als Ausgabe um 1520 UB München 0014/W 2 Med. 521.
- Saluberrimae adversus pestilentiam observationes. Deutsche Ausgabe: Melchior Lotter und Valentin Schumann, Leipzig 1516, Neuauflage Mainz (Schöffer) 1517 und Straßburg (Grüninger) 1518, Leipzig (Schumann) 1519; in der deutschen Ausgabe hieß es: Regiment Henrich Stromers von Aurbach d. ertzenney Doctors inhaltedt wie sich wid die pestiletz tzubeware auch den ihenen die damit begriffen hilff tzureiche. 1516 (Näheres zu diesem Buch und die von Stromer gesehenen Zusammenhänge zwischen Himmelserscheinungen und dem Auftreten von Krankheiten siehe Fränkischer Kourier vom 1. März 1879; Ausgabe 1516 Staatsbibliothek München 4 Path.364; Ausgabe 1517 4 Path.365b und c; Ausgabe 1518 4 Path 364n; Ausgabe 1519 4 Path.430,29).
- Duae epistolae Henrici Stromeri Auerbachii et Gregori Coppi Calvi medicorum. Leipzig 1520 (vorhanden: Staatsbibliothek München, 4 H.ref.686),
- Sermo panegyricus Petro Mosellanus. Leipzig 1520, (Lobrede auf den neuen Rektor der Universität Leipzig, ein begeisterter Anhänger des Erasmus von Rotterdam (1467–1536), vorhanden Staatsbibliothek München, 4 Diss.3761,31; Ausgabe 1779 H.lit.p.62).
- Decreta aliquot medica, quae in disquisitiones publicam proponentur. Leipzig 1532. 
  - Die von Georg Spalatin übersetzte deutsche Ausgabe: Ein getrewe, vleissige und ehrliche Verwarnung widder des hesliche Laster der Trunkenheit. Wittenberg (G. Rhau) 1531.
- De morte hominis decreta aliquot medica. Leipzig 1531 (Schrift über den Tod).
- Decreta medica et senectute. Leipzig. Die deutsche Ausgabe übersetzte Georg Spalatin: Schutzrede und Verteidigung des ehrlichen und löblichen Alters. Wittenberg 1531.